# Histrio histrio
Histrio histrio és un peix de la família dels peixos granota (Antennariidae), trobat en la superfície flotant del Mar dels Sargassos i en tots els oceans subtropicals. Mesura 20 cm. Aquest peix té nombrosos apèndixs semblants a dits per confondre's amb la macroalga flotant sargàs on s'hi troba. Té un llarg i prim pectoral. S'immobilitza per esperar passar crustacis i petits peixos, avançant ràpidament per atrapar a la seva presa.